# LeWa OS
LeWa OS (tiếng Trung: 乐蛙), còn được gọi là Music Frogs và жабка, là một hệ điều hành dành cho điện thoại thông minh, dựa trên nền tảng di động Android. Được phát triển bởi công ty Trung Quốc Lewa Technology, nó được chủ yếu nhắm tới các điện thoại giá rẻ dưới 1000 tệ (vào khoảng 126 đôla Mỹ). Tính tới tháng 4 năm 2013, có hơn 2 triệu người dùng sử dụng hệ điều hành, và tính tới tháng 7 năm 2012, nó nằm trong các bản ROM bên thứ ba dựa trên Android phổ biến nhất tại Trung Quốc, cùng với MIUI và DianXin OS (còn được gọi là Tapas OS). Lewa cũng là firmware hậu thị trường dựa trên Android đầu tiên trên thế giới hỗ trợ tính năng hai SIM chờ (Dual-SIM Standby).

## Lịch sử
Nhóm của LeWa đã bắt đầu phát triển các bản ROM cho các thiết bị Android từ tháng 8 năm 2009, trước cả khi công ty LeWa được thành lập.
Ngay sau khi công ty của LeWa được thành lập tại Thượng Hải vào tháng 4 năm 2011, nhóm đã nhận được khoản đầu tư thiên thần trị giá 20 triệu nhân dân tệ từ Green Pine Capital Partners (cũng là nhà đầu tư Vòng A của fanfou.com, coship và một vài công ty khác) trước tháng 6 năm 2011. Công ty cho phát hành bản chính thức của LeWa OS vào tháng 10 năm 2011. Vào tháng 6 năm 2012, phiên bản "Open Build" đầu tiên được phát hành với một phần mã nguồn được cung cấp công khai, đi kèm với một toolchain cho các nhà phát triển tự xây dựng các phiên bản hệ điều hành riêng cho họ.
Vào đầu tháng 7 năm 2012, công ty nhận thêm số vốn đầu tư là 50 triệu nhân dân tệ (khoảng 7 triệu đôla Mỹ) từ Tencent, và LeWa đã bắt đầu tích hợp sâu các công cụ quản lý di động của Tencent vào bản ROM của họ từ một tháng trước đó và đã cung cấp một bộ SDK để lọc các tin nhắn rác ở mức độ hệ thống. Các nhà quan sát tin rằng khoản đầu tư này là một phần trong chiến lược thâm nhập thị trường ROM tùy biến của Tencent.
Tới cuối tháng 7 năm 2012, công ty giới thiệu M+ Platform, trở thành nhóm đầu tiên phát triển các bản ROM được tối ưu hóa cho nền tảng MediaTeK.
Phiên bản tiếng Trung Nokia X đã được phát hiện cài đặt sẵn LeWa OS 5 theo mặc định vào đầu năm 2014.

## Tính năng
Bản ROM này đi kèm với một cửa hàng ứng dụng riêng có tên là "LeWa Market", một chế độ tiết kiệm pin, các công tắc điều chỉnh trong thanh thông báo, cùng với các chỉnh sửa khác "được tối ưu hóa và dành riêng" cho người dùng Trung Quốc. Công ty sẽ phát hành phiên bản mới thông qua các bản cập nhật over-the-air mỗi Thứ Sáu. Các phiên bản phát hành không chính thức có mặt cho một số mẫu điện thoại không được hỗ trợ chính thức từ LeWa. Một số người tin rằng hệ điều hành này mang đến một trải nghiệm người dùng và thiết kế tương tự hoặc tốt hơn iOS và MIUI, và một số người dùng khen ngợi bản ROM này vì sự đơn giản và tiết kiệm pin. Tuy nhiên, một vài nhà bình luận Trung Quốc lại cho rằng nó tiêu thụ nhiều pin hơn là phiên bản Android gốc.